# Павел IV
Вижте пояснителната страница за други личности с името Джовани.
Павел IV е римски папа от 23 май 1555 до 18 август 1559 г.
Рожденото му име е Джовани Пиетро Карафа (на италиански: Giovanni Pietro Carafa). Известен е като баща на Римската инквизиция и създател на първия „Индекс на забранените книги“.
След завършване на теологическото си образование той постъпва на служба в папския двор. Юлий II го назначава за епископ на Киети, а Лъв Х го изпратил в Англия в качеството на свой легат. През 1515 г. той става апостолически нунций при испанския двор. Връща се в Рим заедно с Адриан VI. През 1524 г. се отказва от епископството и заедно с Гаетан от Тиен основава ордена на театините, целта на който е обновление на религиозния дух в средите на духовенството. През 1536 г. Карафа е назначен за кардинал и председател на Свещената канцелария.
На папския трон се качва на 79 г., но е пълен с енергия. Четирите години на неговия понтификат влизат в историята като пример за краен абсолютизъм. Негови съветници са театините и йезуитите.
В международната политика Павел IV се опълчва срещу император Карл V и не признава мира, сключен с протестантите в Аугсбург. Той е и срещу приемника на Карл на испанския трон – Филип II, призовавайки на помощ не само Франция, но и протестантите. Когато испанската войска приближава Рим, папата се уплашва и моли за мир, отказвайки се от съюза с Франция.

## Индекс на забранените книги
Папа Павел IV в борбата си с ересите създава първия „Индекс на забранените книги“. През 1559 г. той забранява печатането на каквито и да било книги без предварителна цензура. Търговците са задължени да съобщават за всички нови книги и не могат да търгуват без разрешението на „светия съд“. Инквизиторите периодично ги проверяват и иззетите книги се изгарят публично. 